# La Liga 2021-2022
Sezonul La Liga 2021-2022 a fost cel de-al 91-lea sezon al La Liga, eșalonul principal de fotbal profesionist din Spania. Sezonul a început pe 13 august 2021 și s-a încheiat pe 22 mai 2022.
Atlético Madrid a fost ultima campioană a competiției, câștigând al 11-lea titlu în sezonul precedent. Espanyol, Mallorca și Rayo Vallecano s-au alăturat ca cluburi promovate din Segunda División 2020-21. Au înlocuit Huesca, Valladolid și Eibar, care au retrogradat în Segunda în sezonul precedent.
Real Madrid și-a asigurat al 35-lea titlu record, cu patru meciuri rămase, pe 30 aprilie, după o victorie cu 4-0 asupra lui Espanyol.
Acesta a fost primul sezon de la sezonul 2003-2004 în care nu au fost prezenți Lionel Messi și nici jucătorul și căpitanul de multă vreme de la Real Madrid, Sergio Ramos, plecați ambii la Paris Saint-Germain în vară.

## Echipe, stadioane și locații
| Echipa          | Oraș            | Stadion                | Capacitate |
| --------------- | --------------- | ---------------------- | ---------- |
| Alavés          | Vitoria-Gasteiz | Mendizorroza           | 19,84      |
| Athletic Bilbao | Bilbao          | San Mamés              | 53.289     |
| Atlético Madrid | Madrid          | Wanda Metropolitano    | 68,456     |
| Barcelona       | Barcelona       | Camp Nou               | 99.354     |
| Cádiz           | Cádiz           | Nuevo Mirandilla       | 20,724     |
| Celta Vigo      | Vigo            | Abanca-Balaídos        | 29.000     |
| Elche           | Elche           | Martínez Valero        | 33.732     |
| Espanyol        | Barcelona       | RCDE Stadium           | 40.000     |
| Getafe          | Getafe          | Coliseum Alfonso Pérez | 17.393     |
| Granada         | Granada         | Nuevo Los Cármenes     | 19.336     |
| Levante         | Valencia        | Ciutat de València     | 26.354     |
| Mallorca        | Palma           | Visit Mallorca Estadi  | 24.262     |
| Osasuna         | Pamplona        | El Sadar               | 23.576     |
| Rayo Vallecano  | Madrid          | Vallecas               | 14.708     |
| Real Betis      | Sevilla         | Benito Villamarín      | 60.721     |
| Real Madrid     | Madrid          | Santiago Bernabéu      | 81.044     |
| Real Sociedad   | San Sebastián   | Anoeta                 | 39.500     |
| Sevilla         | Sevilla         | Ramón Sánchez Pizjuán  | 43.883     |
| Valencia        | Valencia        | Mestalla               | 55.000     |
| Villarreal      | Villarreal      | Estadio de la Cerámica | 24.890     |

## Persoane importante și sponsori:
| Echipă          | Antrenor              | Căpitan            | Producător echipament | Sponsor tricou                                                             |
| --------------- | --------------------- | ------------------ | --------------------- | -------------------------------------------------------------------------- |
| Alavés          | Julio Velázquez       | Víctor Laguardia   | Kelme                 | Zøtapay, XM, Integra Energía, Silken Hoteles, InnJoo                       |
| Athletic Bilbao | Marcelino             | Iker Muniain       | New Balance           | Kutxabank                                                                  |
| Atlético Madrid | Diego Simeone         | Koke               | Νike                  | Plus500, Ria Money Transfer, Hyundai                                       |
| Barcelona       | Xavi                  | Sergio Busquets    | Nike                  | Rakuten, UNICEF                                                            |
| Cádiz           | Sergio González       | José Mari          | Macron                | Bitci, Jobchain, Floki Inu                                                 |
| Celta Vigo      | Eduardo Coudet        | Hugo Mallo         | Adidas                | Estrella Galicia 0,0, Abanca, AIX Investment Group, Grupo Recalvi          |
| Elche           | Francisco             | Gonzalo Verdú      | Νike                  | TM Grupo Inmobiliario, Sfidante                                            |
| Espanyol        | Luis Blanco           | David López        | Kelme                 | Riviera Maya, Digi Communications, Reale Seguros, Global Racing Oil        |
| Getafe          | Quique Sánchez Flores | Djené              | Joma                  | Tecnocasa Group                                                            |
| Granada         | Aitor Karanka         | Víctor Díaz        | Νike                  | Platzi, Caja Rural Granada                                                 |
| Levante         | Alessio Lisci         | José Luis Morales  | Macron                | Gedesco, Baleària, Sesderma                                                |
| Mallorca        | Javier Aguirre        | Manolo Reina       | Nike                  | αGEL, Alua Hotels & Resorts, Juaneda, OK Mobility, Air Europa, Specialized |
| Osasuna         | Jagoba Arrasate       | Oier Sanjurjo      | Adidas                | Verleal, Clínica Universidad de Navarra                                    |
| Rayo Vallecano  | Andoni Iraola         | Óscar Trejo        | Umbro                 | Digi Communications                                                        |
| Real Betis      | Manuel Pellegrini     | Joaquín            | Kappa                 | Finetwork, LegacyFX, Reale Seguros, MuchBetter                             |
| Real Madrid     | Carlo Ancelotti       | Marcelo            | Adidas                | Emirates                                                                   |
| Real Sociedad   | Imanol Alguacil       | Asier Illarramendi | Macron                | Finetwork, Kutxabank, Reale Seguros                                        |
| Sevilla         | Julen Lopetegui       | Jesús Navas        | Νike                  | NAGA, Socios.com, Valvoline                                                |
| Valencia        | José Bordalás         | José Gayà          | Puma                  | Socios.com, Samtrade FX, Sailun Tyres, Škoda                               |
| Villarreal      | Unai Emery            | Mario Gaspar       | Joma                  | Pamesa Cerámica, Color Star Technology                                     |

## Clasament
| Loc | Echipa          | MJ | V  | E  | Î  | GM | GP | DG  | Pct | Calificare sau retrogradare                       |
| --- | --------------- | -- | -- | -- | -- | -- | -- | --- | --- | ------------------------------------------------- |
| 1   | Real Madrid (C) | 38 | 26 | 8  | 4  | 80 | 31 | +49 | 86  | Calificare în Liga Campionilor faza grupelor      |
| 2   | Barcelona       | 38 | 21 | 10 | 7  | 68 | 38 | +30 | 73  | Calificare în Liga Campionilor faza grupelor      |
| 3   | Atlético Madrid | 38 | 21 | 8  | 9  | 65 | 43 | +22 | 71  | Calificare în Liga Campionilor faza grupelor      |
| 4   | Sevilla         | 38 | 18 | 16 | 4  | 53 | 30 | +23 | 70  | Calificare în Liga Campionilor faza grupelor      |
| 5   | Real Betis      | 38 | 19 | 8  | 11 | 62 | 40 | +22 | 65  | Calificare în Europa League faza grupelor         |
| 6   | Real Sociedad   | 38 | 17 | 11 | 10 | 40 | 37 | +3  | 62  | Calificare în Europa League faza grupelor         |
| 7   | Villarreal      | 38 | 16 | 11 | 11 | 63 | 37 | +26 | 59  | Calificare în Conference League runda de play-off |
| 8   | Athletic Bilbao | 38 | 14 | 13 | 11 | 43 | 36 | +7  | 55  |                                                   |
| 9   | Valencia        | 38 | 11 | 15 | 12 | 48 | 53 | −5  | 48  |                                                   |
| 10  | Osasuna         | 38 | 12 | 11 | 15 | 37 | 51 | −14 | 47  |                                                   |
| 11  | Celta Vigo      | 38 | 12 | 10 | 16 | 43 | 43 | 0   | 46  |                                                   |
| 12  | Rayo Vallecano  | 38 | 11 | 9  | 18 | 39 | 50 | −11 | 42  |                                                   |
| 13  | Elche           | 38 | 11 | 9  | 18 | 40 | 52 | −12 | 42  |                                                   |
| 14  | Espanyol        | 38 | 10 | 12 | 16 | 40 | 53 | −13 | 42  |                                                   |
| 15  | Getafe          | 38 | 8  | 15 | 15 | 33 | 41 | −8  | 39  |                                                   |
| 16  | Mallorca        | 38 | 10 | 9  | 19 | 36 | 63 | −27 | 39  |                                                   |
| 17  | Cádiz           | 38 | 8  | 15 | 15 | 35 | 51 | −16 | 39  |                                                   |
| 18  | Granada (R)     | 38 | 8  | 14 | 16 | 44 | 61 | −17 | 38  | Retrogradare în Segunda División                  |
| 19  | Levante (R)     | 38 | 8  | 11 | 19 | 51 | 76 | −25 | 35  | Retrogradare în Segunda División                  |
| 20  | Alavés (R)      | 38 | 8  | 7  | 23 | 31 | 65 | −34 | 31  | Retrogradare în Segunda División                  |

1. 1 2  Deoarece câștigătorii Copa del Rey 2021–22, Real Betis, s-au calificat în competițiile europene pe baza poziției în ligă, locul de Europa League acordat câștigătorilor de Copa del Rey a fost transferat echipei de pe locul șase, iar locul din Conference League acordat echipei de pe locul șase a fost transferat echipei de pe locul șapte.
2. 1 2 3  Puncte în meciuri directe: Rayo Vallecano 9, Elche 7, Espanyol 1.
3. 1 2 3  Puncte în meciuri directe: Getafe 8, Mallorca 5, Cádiz 2.

## Rezultate
| Acasă \ Deplasare | RMA | BAR | ATM | SEV | BET | RSO | VIL | ATH | VAL | OSA | CEL | RAY | ELC | ESP | GET | MLL | CAD | GRA | LEV | ALA |
| ----------------- | --- | --- | --- | --- | --- | --- | --- | --- | --- | --- | --- | --- | --- | --- | --- | --- | --- | --- | --- | --- |
| Real Madrid       | —   | 0–4 | 2–0 | 2–1 | 0–0 | 4–1 | 0–0 | 1–0 | 4–1 | 0–0 | 5–2 | 2–1 | 2–2 | 4–0 | 2–0 | 6–1 | 0–0 | 1–0 | 6–0 | 3–0 |
| Barcelona         | 1–2 | —   | 4–2 | 1–0 | 0–1 | 4–2 | 0–2 | 4–0 | 3–1 | 4–0 | 3–1 | 0–1 | 3–2 | 1–0 | 2–1 | 2–1 | 0–1 | 1–1 | 3–0 | 1–1 |
| Atlético Madrid   | 1–0 | 2–0 | —   | 1–1 | 3–0 | 2–2 | 2–2 | 0–0 | 3–2 | 1–0 | 2–0 | 2–0 | 1–0 | 2–1 | 4–3 | 1–2 | 2–1 | 0–0 | 0–1 | 4–1 |
| Sevilla           | 2–3 | 1–1 | 2–1 | —   | 2–1 | 0–0 | 1–0 | 1–0 | 3–1 | 2–0 | 2–2 | 3–0 | 2–0 | 2–0 | 1–0 | 0–0 | 1–1 | 4–2 | 5–3 | 2–2 |
| Real Betis        | 0–1 | 1–2 | 1–3 | 0–2 | —   | 4–0 | 0–2 | 1–0 | 4–1 | 4–1 | 0–2 | 3–2 | 0–1 | 2–2 | 2–0 | 2–1 | 1–1 | 2–0 | 3–1 | 4–0 |
| Real Sociedad     | 0–2 | 0–1 | 1–2 | 0–0 | 0–0 | —   | 1–3 | 1–1 | 0–0 | 1–0 | 1–0 | 1–0 | 1–0 | 1–0 | 0–0 | 1–0 | 3–0 | 2–0 | 1–0 | 1–0 |
| Villarreal        | 0–0 | 1–3 | 2–2 | 1–1 | 2–0 | 1–2 | —   | 1–1 | 2–0 | 1–2 | 1–0 | 2–0 | 4–1 | 5–1 | 1–0 | 3–0 | 3–3 | 0–0 | 5–0 | 5–2 |
| Athletic Bilbao   | 1–2 | 1–1 | 2–0 | 0–1 | 3–2 | 4–0 | 2–1 | —   | 0–0 | 2–0 | 0–2 | 1–2 | 2–1 | 2–1 | 1–1 | 2–0 | 0–1 | 2–2 | 3–1 | 1–0 |
| Valencia          | 1–2 | 1–4 | 3–3 | 1–1 | 0–3 | 0–0 | 2–0 | 1–1 | —   | 1–2 | 2–0 | 1–1 | 2–1 | 1–2 | 1–0 | 2–2 | 0–0 | 3–1 | 1–1 | 3–0 |
| Osasuna           | 1–3 | 2–2 | 0–3 | 0–0 | 1–3 | 0–2 | 1–0 | 1–3 | 1–4 | —   | 0–0 | 1–0 | 1–1 | 0–0 | 1–1 | 0–2 | 2–0 | 1–1 | 3–1 | 1–0 |
| Celta Vigo        | 1–2 | 3–3 | 1–2 | 0–1 | 0–0 | 0–2 | 1–1 | 0–1 | 1–2 | 2–0 | —   | 2–0 | 1–0 | 3–1 | 0–2 | 4–3 | 1–2 | 1–0 | 1–1 | 4–0 |
| Rayo Vallecano    | 0–1 | 1–0 | 0–1 | 1–1 | 1–1 | 1–1 | 1–5 | 0–1 | 1–1 | 0–3 | 0–0 | —   | 2–1 | 1–0 | 3–0 | 3–1 | 3–1 | 4–0 | 2–4 | 2–0 |
| Elche             | 1–2 | 1–2 | 0–2 | 1–1 | 0–3 | 1–2 | 1–0 | 0–0 | 0–1 | 1–1 | 1–0 | 2–1 | —   | 2–2 | 3–1 | 3–0 | 3–1 | 0–0 | 1–1 | 3–1 |
| Espanyol          | 2–1 | 2–2 | 1–2 | 1–1 | 1–4 | 1–0 | 0–0 | 1–1 | 1–1 | 1–1 | 1–0 | 0–1 | 1–2 | —   | 2–0 | 1–0 | 2–0 | 2–0 | 4–3 | 1–0 |
| Getafe            | 1–0 | 0–0 | 1–2 | 0–1 | 0–0 | 1–1 | 1–2 | 0–0 | 0–0 | 1–0 | 0–3 | 0–0 | 0–1 | 2–1 | —   | 1–0 | 4–0 | 4–2 | 3–0 | 2–2 |
| Mallorca          | 0–3 | 0–1 | 1–0 | 1–1 | 1–1 | 0–2 | 0–0 | 3–2 | 0–1 | 2–3 | 0–0 | 2–1 | 2–2 | 1–0 | 0–0 | —   | 2–1 | 2–6 | 1–0 | 2–1 |
| Cádiz             | 1–1 | 0–0 | 1–4 | 0–1 | 1–2 | 0–2 | 1–0 | 2–3 | 0–0 | 2–3 | 0–0 | 2–0 | 3–0 | 2–2 | 1–1 | 1–1 | —   | 1–1 | 1–1 | 0–2 |
| Granada           | 1–4 | 1–1 | 2–1 | 1–0 | 1–2 | 2–3 | 1–4 | 1–0 | 1–1 | 0–2 | 1–1 | 2–2 | 0–1 | 0–0 | 1–1 | 4–1 | 0–0 | —   | 1–4 | 2–1 |
| Levante           | 3–3 | 2–3 | 2–2 | 2–3 | 2–4 | 2–1 | 2–0 | 0–0 | 3–4 | 0–0 | 0–2 | 1–1 | 3–0 | 1–1 | 0–0 | 2–0 | 0–2 | 0–3 | —   | 3–1 |
| Alavés            | 1–4 | 0–1 | 1–0 | 0–0 | 0–1 | 1–1 | 2–1 | 0–0 | 2–1 | 0–2 | 1–2 | 1–0 | 1–0 | 2–1 | 1–1 | 0–1 | 0–1 | 2–3 | 2–1 | —   |

## Statistici

### Golgheteri
| Loc | Jucător           | Club            | Goluri |
| --- | ----------------- | --------------- | ------ |
| 1   | Karim Benzema     | Real Madrid     | 27     |
| 2   | Iago Aspas        | Celta Vigo      | 18     |
| 3   | Raúl de Tomás     | Espanyol        | 17     |
| 3   | Vinícius Júnior   | Real Madrid     | 17     |
| 5   | Juanmi            | Real Betis      | 16     |
| 5   | Enes Ünal         | Getafe          | 16     |
| 7   | Joselu            | Alavés          | 14     |
| 8   | José Luis Morales | Levante         | 13     |
| 9   | Ángel Correa      | Atlético Madrid | 12     |
| 9   | Memphis Depay     | Barcelona       | 12     |

### Pasatori
| Loc | Jucător         | Club            | Pase decisive |
| --- | --------------- | --------------- | ------------- |
| 1   | Ousmane Dembélé | Barcelona       | 13            |
| 2   | Karim Benzema   | Real Madrid     | 12            |
| 3   | Jordi Alba      | Barcelona       | 10            |
| 3   | Iker Muniain    | Athletic Bilbao | 10            |
| 3   | Dani Parejo     | Villarreal      | 10            |
| 3   | Vinícius Júnior | Real Madrid     | 10            |
| 7   | Sergi Darder    | Espanyol        | 9             |
| 7   | Óscar Trejo     | Rayo Vallecano  | 9             |
| 9   | Nabil Fekir     | Real Betis      | 8             |
| 9   | Luka Modrić     | Real Madrid     | 8             |

### Trofeul Zamora
| Rang | Nume             | Club            | Goluri primite | Meciuri | În medie |
| ---- | ---------------- | --------------- | -------------- | ------- | -------- |
| 1    | Yassine Bounou   | Sevilla         | 24             | 31      | 0.77     |
| 2    | Thibaut Courtois | Real Madrid     | 29             | 36      | 0.81     |
| 3    | Gerónimo Rulli   | Villarreal      | 28             | 32      | 0.88     |
| 4    | Álex Remiro      | Real Sociedad   | 32             | 35      | 0.91     |
| 4    | Unai Simón       | Athletic Bilbao | 31             | 34      | 0.91     |

### Hat-trick-uri
| Jucător                   | Pentru          | Contra     | Rezultat | Data               | Etapa |
| ------------------------- | --------------- | ---------- | -------- | ------------------ | ----- |
| Karim Benzema             | Real Madrid     | Celta Vigo | 5–2 (H)  | 12 septembrie 2021 | 4     |
| Marco Asensio             | Real Madrid     | Mallorca   | 6–1 (H)  | 22 septembrie 2021 | 6     |
| Anthony Lozano            | Cádiz           | Villarreal | 3–3 (A)  | 26 octombrie 2021  | 11    |
| Juanmi                    | Real Betis      | Levante    | 3–1 (H)  | 28 noiembrie 2021  | 15    |
| Jorge Molina              | Granada         | Mallorca   | 4–1 (H)  | 19 decembrie 2021  | 18    |
| Oihan Sancet              | Athletic Bilbao | Osasuna    | 3–1 (A)  | 3 ianuarie 2022    | 19    |
| Arnaut Danjuma            | Villarreal      | Granada    | 4–1 (A)  | 19 februarie 2022  | 25    |
| Pierre-Emerick Aubameyang | Barcelona       | Valencia   | 4–1 (A)  | 20 februarie 2022  | 25    |
| Yeremy Pino4              | Villarreal      | Espanyol   | 5–1 (H)  | 27 februarie 2022  | 26    |
| Vinícius Júnior           | Real Madrid     | Levante    | 6–0 (H)  | 12 mai 2022        | 36    |